# Schneeprofil

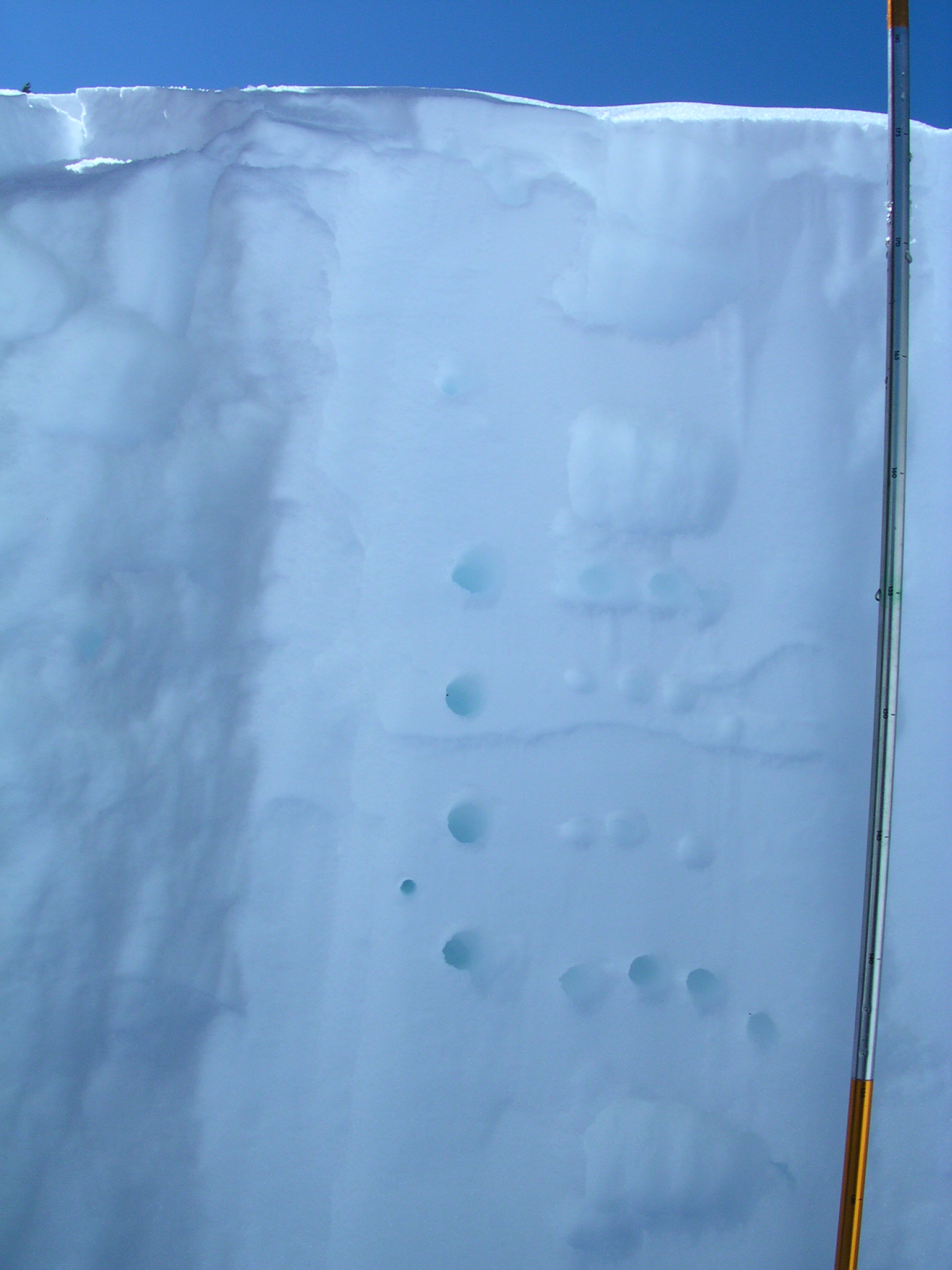
Schneeprofil: Die unterschiedliche Tiefe der Finger-/Faustspuren zeigt die Härteunterschiede an

Ein Schneeprofil, auch Ramm-/Schichtprofil (RSP) genannt, ist ein Querschnitt durch eine Schneedecke, der zur Untersuchung der einzelnen Schichten angelegt wird. So werden die verschiedenen Schichten im Schnee sichtbar und können auch weiter in Hinblick auf Parameter wie Härte, Schneeart/Kornform und Wassergehalt/Feuchtigkeit untersucht werden. Diese lassen Rückschlüsse auf meteorologische Einflüsse zur Zeit der Entstehung der jeweiligen Schicht (Neuschnee, Regen, Wind, Sonneneinstrahlung etc.), aber auch spätere Entwicklungen innerhalb der Schneedecke (Eigendruck, Schräge etc.) zu.

## Durchführung
Üblicherweise wird ein Schneeprofil mit Hilfe einer Lawinenschaufel durchgeführt, indem die Schneedecke vertikal in ihrer gesamten  Dicke abgegraben wird. So wird bereits der schichtweise Aufbau der Schneedecke sichtbar und die Dicke der Schichten kann analysiert werden. Nun wird meist die Härte der einzelnen Schichten untersucht. Beim einfachen Handprofil werden die einzelnen Schichten dabei Stößen mit unterschiedlichen Belastungen ausgesetzt und überprüft, ab welcher Stufe ein Eindringen möglich ist. Die Härteskala beim vereinfachten Schneeprofil umfasst 6 Stufen: Faust (sehr weich), Vier Finger (weich), Ein Finger (mittelhart), Bleistift (hart), Messer (sehr hart) und Eis. Unterscheiden sich zwei aufeinander liegende Schichten um mehr als 2 Härtegrade, besteht zunehmend Lawinengefahr, da solche Härteunterschiede zu Spannungen in der Schneedecke führen können. 
Feinere Unterschiede in der Härte werden bei genaueren Analysen mit einem Pinsel herausgearbeitet. Mit Erfahrung kann man so den Witterungsverlauf eines ganzen Winters rekonstruieren.
Eine Alternative ist ein Schichtprofil, das von zwei Seiten dünn abgegraben wird, sodass man den Schichtaufbau im durchscheinenden Licht betrachten kann.

## Anwendung
Lange Zeit wurde das Schneeprofil als Standardmaßnahme zur Einschätzung der Lawinengefahr für Wintersportler empfohlen. In den letzten Jahrzehnten ist das Schneeprofil als Methode zur Einschätzung der Lawinengefahr starker Kritik ausgesetzt. Die moderne Lawinenforschung hat festgestellt, dass Schneeprofile häufig nicht sehr repräsentativ sind. Dies bedeutet, dass Zonen mit äußerst verschiedenem Schneedeckenaufbau in ein und demselben Hang nahe nebeneinander liegen können, sodass von einem Schneeprofil nur schwer auf die Verhältnisse in der Umgebung geschlossen werden kann. 
Wenn auch die Beurteilung einzelner Hänge aufgrund eines Schneeprofils heute nicht mehr empfohlen wird, wird es von Lawinenkundlern etwa zur Erstellung von Lawinenlageberichten nach wie vor eingesetzt. Auch in der Ausbildung wird es zur Veranschaulichung des schichtweisen Aufbaus der Schneedecke verwendet.